# S.E.S.
S.E.S. (Hangul: 에스이에스; từ viết tắt của Sea, Eugene, Shoo) là một nhóm nhạc nữ Hàn Quốc được thành lập vào năm 1997 bởi SM Entertainment. Nhóm bao gồm 3 thành viên: Bada, Eugene và Shoo. Album đầu tay của họ, I'm Your Girl, đã bán được 650,000 bản, trở thành album bán chạy thứ hai của một nhóm nữ ở Hàn Quốc. Các album tiếp theo của họ, Sea & Eugene & Shoo năm 1998, Love năm 1999 và A Letter from Greenland năm 2000 cũng đã trở thành những album bán chạy nhất.
Khi mới vào nghề, họ đã được mệnh danh là phiên bản nữ của H.O.T., nhóm nhạc nam cùng công ty. S.E.S. đã cạnh tranh với các nhóm nhạc đối thủ như Fin.K.L, Jewelry và Baby V.O.X, họ đã ra mắt vào cùng một thời điểm và cũng đạt được nhiều thành công.
Cũng giống như các nhóm nhạc tiền bối khác, S.E.S. cũng không thể vượt qua được "lời nguyền 5 năm". Nhóm chính thức tan rã vào tháng 12 năm 2002, sau khi đàm phán gia hạn hợp đồng không thành công với Bada và Eugene trong khi Shoo duy trì sự nghiệp của mình với SM cho đến năm 2006. Họ đã phát hành album tổng hợp Beautiful Songs vào giữa năm 2003 với tư cách là bản phát hành cuối cùng của họ.
Vào tháng 10 năm 2016, các thành viên của nhóm đã được xác nhận sẽ tái hợp để kỷ niệm 20 năm ra mắt. SM sau đó đã xác nhận rằng nhóm sẽ trở lại với một album và một buổi hòa nhạc. Vào tháng 11 năm 2016, nhóm đã phát hành đĩa đơn quảng bá "Love [story]" thuộc dự án âm nhạc SM Station của SM như một phần của dự án kỷ niệm 20 năm của họ, sau này sẽ bao gồm một buổi hòa nhạc, một album và một chương trình thực tế. Album đặc biệt kỷ niệm 20 năm của họ, Remember, được phát hành vào ngày 2 tháng 1 năm 2017, với 2 bài hát chủ đề "Remember" và "Paradise". Nhóm chính thức chia tay người hâm mộ vào năm 2017. 

## Thành viên
- Chú thích: In đậm là trưởng nhóm

| Nghệ danh | Nghệ danh | Tên khai sinh  | Tên khai sinh | Tên khai sinh | Tên khai sinh  | Ngày sinh         | Nơi sinh                     | Quốc tịch |
| Latinh    | Hangul    | Latinh         | Hangul        | Hanja         | Hán-Việt       | Ngày sinh         | Nơi sinh                     | Quốc tịch |
| --------- | --------- | -------------- | ------------- | ------------- | -------------- | ----------------- | ---------------------------- | --------- |
| Bada      | 바다      | Choi Seonghee  | 최성희        | 崔成希        | Thôi Thành Hy  | 28 tháng 2, 1980  | Bucheon, Gyeonggi, Hàn Quốc  | Hàn Quốc  |
| Eugene    | 유진      | Kim Yoojin     | 김유진        | 金梄眞        | Kim Liễu Chân  | 3 tháng 3, 1981   | Seoul, Hàn Quốc              | Hàn Quốc  |
| Shoo      | 슈        | Kunimitsu Shoo | 쿠니미츠 슈   | 邦光洙        | Bang Quang Chu | 23 tháng 10, 1981 | Yokohama, Kanagawa, Nhật Bản | Hàn Quốc  |
| Shoo      | 슈        | Yoo Sooyoung   | 유수영        | 柳水永        | Liễu Thủy Vĩnh | 23 tháng 10, 1981 | Yokohama, Kanagawa, Nhật Bản | Hàn Quốc  |

## Lịch sử

### 1996–1997: Thành lập
Video tiểu sử chính thức của họ nói rằng Bada là người đầu tiên được phát hiện, khi Lee Soo-man xem cô hát tại trường nghệ thuật biểu diễn của cô vào năm 1996. Bị thu hút bởi giọng hát của cô, ông nhanh chóng đề nghị cô một bản hợp đồng thu âm. Eugene, mặt khác, không được chọn trực tiếp. Thay vào đó, cô đã gửi một video từ Guam, nơi cô đang sống vào thời điểm đó, thể hiện tính cách sôi nổi của cô. Nó đã đến tai các giám đốc điều hành của SM, những người đồng ý rằng cô có thể trở thành một ngôi sao. Thành viên cuối cùng được chọn là Shoo, người duy nhất trải qua quá trình thử giọng "thực sự". Họ nhanh chóng bắt đầu khóa đào tạo, trải qua các bài học về giọng nói, vũ đạo và phỏng vấn.

### 1997–1998: Ra mắt vàSea & Eugene & Shoo
Họ đã phát hành album đầu tiên của họ, I'm Your Girl và ra mắt công chúng vào ngày 28 tháng 11 năm 1997. Hình ảnh của họ lúc đó rất hồn nhiên, với âm hưởng chủ yếu là những bản tình ca dễ thương. Trong phần lớn hoạt động quảng bá của họ, bao gồm cả sự xuất hiện trên chương trình "Propose" của Lee Sora, họ đã thể hiện nhiều khả năng của mình: Eugene thể hiện khả năng chơi piano của mình, trong khi Bada thể hiện giọng hát mạnh mẽ của cô, với Shoo hỗ trợ cô với phần hòa âm giọng hát. Cuối cùng, đĩa đơn "I'm Your Girl" (hợp tác với thành viên Eric Mun của Shinhwa và Andy Lee đọc rap trong phần giới thiệu) và "Oh, My Love!" đã trở thành các bản hit đình đám của S.E.S. và họ nhanh chóng trở thành một trong những nhóm bán chạy nhất trong K-pop. Bada nhanh chóng được biết đến với giọng hát của cô, trong khi Eugene được công nhận bởi vẻ đẹp của cô và Shoo vì sự thông thạo tiếng Nhật của cô.
Album thứ hai của họ, Sea & Eugene & Shoo, được phát hành vào năm 1998. Mặc dù âm thanh của họ không thay đổi nhiều so với thời điểm ra mắt, nhưng video âm nhạc cho đĩa đơn "Dreams Come True", một bản cover Rakastuin mä looseriin ("Like a Fool") của nhóm nhạc Phần Lan Nylon Beat từ năm 1996, đã thu hút sự chú ý từ vẻ ngoài theo chủ đề không gian của họ, với mái tóc nổi bật và trang phục sáng bóng. Bài hát này cũng trở thành một bản hit, cùng với "너를 사랑해 (I Love You)", đã chứng kiến họ trở lại với vẻ ngoài dễ thương của mình. Cuối cùng, album đã bán được hơn 650,000 bản.
Họ cũng đã phát hành một album tiếng Nhật vào năm đó, Meguriau Sekai, nhưng nó không thành công. Giữa các album tiếng Hàn của họ, S.E.S. tiếp tục phát hành các đĩa đơn và album tiếng Nhật, nhưng chúng chưa bao giờ được đón nhận rộng rãi như các tác phẩm tiếng Hàn của họ.

### 1999–2000:Lovevà sự gia tăng mức độ phổ biến
Cuối năm 1999, album thứ ba Love được phát hành. Cuối cùng, nó đã trở thành album bán chạy nhất của họ, với hơn 762,000 bản được bán ra. Album này cũng chứng kiến sự thay đổi rõ rệt về hình ảnh của họ, từ những cô gái dễ thương thành những ca sĩ sắc sảo. Tất cả họ đều nhuộm tóc và mặc trang phục da khác thường cho các hoạt động quảng bá của họ. Trên thực tế, Bada đã tẩy tóc vàng mà quản lý của cô không hề hay biết, vì nghĩ rằng nó sẽ phù hợp với khái niệm của album. Những thay đổi đã được người hâm mộ đón nhận nồng nhiệt và bài hát chủ đề trong album, "Love", một bài hát nhạc pop có nhịp độ trung bình, cũng trở thành một thành công cho bộ ba. Điều này được giúp đỡ bởi video âm nhạc phức tạp đi kèm với bài hát, được quay ở thành phố New York và tiêu tốn hơn 1 triệu USD, một số tiền được coi là lớn đối với một video âm nhạc vào thời điểm đó. Đĩa đơn thứ hai của họ, "Twilight Zone", cũng chứng kiến sự tiếp nối của chủ đề sắc sảo, trưởng thành, mặc dù tất cả họ đều thay đổi màu tóc của họ thành các sắc thái tối hơn. Tuy nhiên, khái niệm này sau đó đã bị loại bỏ vào cuối lịch trình quảng bá của họ và cả 3 thành viên đều trở lại với một hình ảnh đơn giản hơn; điệu nhảy cho "Twilight Zone" sau đó cũng được thay đổi. Các hoạt động quảng bá tiếp tục vào cuối tháng 1 năm 2000.

### 2000:A Letter From Greenland
Tháng 12 năm 2000 chứng kiến việc phát hành album thứ tư của S.E.S., A Letter From Greenland. Điều này một lần nữa đi kèm với một sự thay đổi về hình ảnh. Album này chứng kiến họ rời bỏ hoàn toàn hình tượng dễ thương, thay vào đó là khái niệm "trưởng thành". Tất cả các thành viên đều mặc vest cho buổi biểu diễn của họ và trông sành điệu hơn đáng kể. Phong cách các bài hát của họ cũng rời xa nhạc pop nhẹ nhàng, thay vì có các bài hát nhạc pop dễ thương (như hai album đầu tiên của họ), hoặc các bài hát R&B-pop (như album thứ ba của họ), album này rất đa dạng. "감싸 안으며 (Show Me Your Love)" là đĩa đơn đầu tiên trong album. Bản cover bài hát "Tsutsumi Komu Youni..." của ngôi sao J-pop Misia, bài hát là một bản ballad chậm rãi, vui nhộn thể hiện khả năng thanh nhạc của cả bộ ba. Đĩa đơn và album này tiếp tục chuỗi chiến thắng của S.E.S., giúp củng cố vị thế của họ là nhóm nhạc hàng đầu K-pop vào thời điểm đó. Đĩa đơn thứ hai, "Be Natural", cũng hoạt động khá tốt, mặc dù được quảng bá kém hơn so với đĩa đơn đầu tiên.

### 2001:Surprise
Vào mùa hè năm 2001, một album đặc biệt được phát hành. Được gọi là Surprise, album thứ 4,5 của họ là một tập hợp các bài hát tiếng Nhật của họ được thu âm lại bằng tiếng Hàn (với nhạc cụ mới). Đĩa đơn đầu tiên, "꿈 을 모아서 (Just In Love)", đã đưa S.E.S. trở lại chủ đề vui vẻ, mặc dù họ đã tránh những hình ảnh đáng yêu từ khi ra mắt. Video được quay ở Thái Lan, và nó phù hợp với chủ đề mùa hè của bài hát. Bài hát đã thành công, và được quảng bá rộng rãi. Tuy nhiên, hoạt động quảng bá đã bị cắt ngắn sau khi thành viên Bada ngã quỵ vì kiệt sức trong buổi biểu diễn trên một trong những chương trình âm nhạc lớn của Hàn Quốc. Do đó, các đĩa đơn khác của họ trong album đã được phát hành mà không có video âm nhạc mới, thay vào đó chúng là video tổng hợp hoặc dựng phim. Album hoạt động kém hơn so với các tác phẩm trước của nhóm, mặc dù vẫn bán được hơn 350,000 bản.

### 2002:Choose My Life-UvàFriend
Album trở lại của họ, Choose My Life-U (thứ 5 của họ) được phát hành vào đầu mùa xuân năm 2002. Đây là phần tiếp theo của chủ đề phức tạp của họ, với tập sách album đầy những hình ảnh gợi cảm của các cô gái. Đĩa đơn đầu tiên của họ "U" khá khác biệt, rất thiên về vũ đạo; video cho thấy các cô gái ở các vai trò và vị trí thống trị, với Eugene thậm chí còn trở thành người thống trị cho một cảnh quay. Bài hát này cũng đã làm tốt và đưa S.E.S. trở lại vị trí đầu bảng xếp hạng. "Just A Feeling", đĩa đơn thứ hai của họ trong album, là một bài hát nhạc dance tràn đầy năng lượng với một video cũng tràn đầy năng lượng. Tuy nhiên, lịch trình quảng bá cho bài hát của họ bị hạn chế và nó không được biểu diễn thường xuyên như các đĩa đơn khác của họ. "Feeling" trở thành một trong số ít đĩa đơn của họ không đạt vị trí đầu bảng xếp hạng chương trình âm nhạc.
Album trở lại của họ Friend (thứ 5,5 của họ), được phát hành vào cuối cùng năm. Bài hát chủ đề mang tên "Soul II Soul (S.II.S.)", là một cách chơi chữ (vì số 2 có thể được phát âm là "E" trong tiếng Hàn). Trong video âm nhạc có chủ đề tối, Bada được nhìn thấy đang viết thư trong khi khóc, Eugene đang cắt những con thỏ nhồi bông trong một căn phòng (cho thấy sự bất ổn về tinh thần) và Shoo được nhìn thấy đang vuốt ve một quả cầu ánh sáng lớn trên giường của cô. Bài hát chưa bao giờ được biểu diễn trên truyền hình.

### 2003–2015: Các hoạt động sau tan rã và đoàn tụ
Sau khi phát hành album tổng hợp Beautiful Songs, các thành viên đã theo đuổi sự nghiệp cá nhân trong âm nhạc và diễn xuất.
Vào năm 2007, nhóm kỷ niệm 10 năm thành lập và vào năm 2008, họ đã xuất hiện với tư cách là một nhóm trong chương trình Happy Sunday của Hàn Quốc. Vào tháng 10 năm 2009, họ xuất hiện cùng nhau trong chương trình Come To Play.
Vào năm 2014, bài hát "Be Natural" được nhóm nhạc nữ Red Velvet cùng công ty làm lại, nhóm bao gồm 4 thành viên vào thời điểm đó. Bài hát được coi là đĩa đơn chính thức thứ hai của họ. Cũng trong năm đó, thành viên Bada và Shoo xuất hiện với tư cách khách mời trong chương trình Infinite Challenge, như một phần của chương trình đặc biệt theo chủ đề những năm 1990 của họ, Saturday, Saturday, I Am A Singer. Tại sự kiện này, Eugene vắng mặt vì mang thai và được đại diện bởi thành viên Seohyun của Girls' Generation.

### 2016–2017: Dự án kỷ niệm 20 năm
Vào ngày 28 tháng 5 năm 2016, S.E.S. tham dự sự kiện từ thiện Green Heart Bazaar. Vài tháng sau, vào tháng 10, có thông báo rằng S.E.S. sẽ chính thức trở lại sân khấu âm nhạc vào năm 2016, gần 20 năm kể từ khi phát hành album đầu tay. Vào ngày 23 tháng 11, lịch trình của nhóm đã được hãng thu âm của họ tiết lộ, với thông báo chính thức về một album kỷ niệm đặc biệt. Vào ngày 23 tháng 11, dự án trở lại #Remember của nhóm đã được tiết lộ, chi tiết các bản phát hành sắp tới của S.E.S. Vào ngày 28 tháng 11, S.E.S. phát hành bài hát "Love [story]", bản làm lại từ bài hát "I'm Your Girl" năm 1997 và bài hát "Love" năm 1999, thông qua dự án SM Station. Video âm nhạc của bài hát được phát hành vào ngày 29 tháng 12.
Bắt đầu từ ngày 5 tháng 12, nhóm tham gia chương trình thực tế Remember, I'm Your S.E.S., bao gồm 10 tập, phát sóng thông qua ứng dụng di động Oksusu. Họ cũng đã tổ chức một buổi hòa nhạc kéo dài 2 ngày, "Remember The Day", vào ngày 30 và 31 tháng 12 tại Daeyang Hall của Đại học Sejong ở Seoul. Vào ngày 17 tháng 12 năm 2016, S.E.S. đã biểu diễn trên You Hee-yeol's Sketchbook.
Vào ngày 27 tháng 12, đã có thông báo rằng album mới của S.E.S. sẽ có tên Remember và bao gồm 2 bài hát chủ đề. Hai ngày sau, bản xem trước cho các video âm nhạc của bài hát chủ đề "Remember" và "Paradise" đã được phát hành cùng với video âm nhạc đầy đủ của "Love [story]". Đĩa đơn đầu tiên "Remember" được phát hành chính thức trước album vào ngày 1 tháng 1, với video âm nhạc của nó; đĩa đơn thứ hai "Paradise" được phát hành vào ngày 2 tháng 1, cũng với video âm nhạc của nó, cùng với album đầy đủ.
Vào ngày 1 tháng 3, họ đã tổ chức một buổi gặp gỡ người hâm mộ mang tên "I Will Be There, Waiting For You".

## Danh sách đĩa nhạc
Album tiếng Hàn
- I'm Your Girl (1997)
- Sea & Eugene & Shoo (1998)
- Love (1999)
- A Letter from Greenland (2000)
- Choose My Life-U (2002)
- Remember (2017)

Album tiếng Nhật
- Reach Out (1999)
- Be Ever Wonderful (2000)

## Buổi hòa nhạc
- A Sweet Kiss from The World of Dream (2000)
- Remember, the Day (2016)

## Giải thưởng và đề cử
| Năm  | Giải thưởng                  | Hạng mục                     | Đề cử                            | Kết quả   | Nguồn  |
| ---- | ---------------------------- | ---------------------------- | -------------------------------- | --------- | ------ |
| 1998 | Golden Disc Awards           | Rookie of the Year Award     | I'm Your Girl                    | Đoạt giải | [ 26 ] |
| 1998 | KBS Song Festival            | Main Prize (Bonsang)         | S.E.S.                           | Đoạt giải | [ 27 ] |
| 1998 | KMTV Korean Music Awards     | Main Prize (Bonsang)         | S.E.S.                           | Đoạt giải |        |
| 1998 | MBC Music Festival           | Top Popular Artist           | S.E.S.                           | Đoạt giải |        |
| 1998 | SBS Gayo Daejeon             | Main Prize (Bonsang)         | S.E.S.                           | Đoạt giải |        |
| 1998 | Seoul Music Awards           | Main Prize (Bonsang)         | S.E.S.                           | Đoạt giải | [ 28 ] |
| 1999 | Golden Disc Awards           | Album Bonsang                | Love                             | Đoạt giải |        |
| 1999 | KMTV Korean Music Awards     | Main Prize (Bonsang)         | S.E.S.                           | Đoạt giải |        |
| 1999 | MBC Top Ten Singers Festival | Top Popular Artist           | S.E.S.                           | Đoạt giải | [ 29 ] |
| 1999 | Mnet Video Music Awards      | Best Group                   | "I Love You" (너를 사랑해)       | Đề cử     |        |
| 2000 | Mnet Music Video Festival    | Best Female Group            | "Twilight Zone"                  | Đề cử     |        |
| 2001 | Golden Disc Awards           | Popularity Award             | "Show Me Your Love" (감싸안으며) | Đoạt giải | [ 30 ] |
| 2001 | KBS Song Festival            | Main Prize (Bonsang)         | S.E.S.                           | Đoạt giải |        |
| 2001 | KMTV Korean Music Awards     | Main Prize (Bonsang)         | S.E.S.                           | Đoạt giải | [ 31 ] |
| 2001 | MBC Top Ten Singers Festival | Top Popular Artist           | S.E.S.                           | Đoạt giải | [ 32 ] |
| 2001 | Mnet Music Video Festival    | Best Female Group            | "Just In Love" (꿈을 모아서)     | Đoạt giải | [ 33 ] |
| 2001 | Mnet Music Video Festival    | Best Dance Performance       | "Just In Love" (꿈을 모아서)     | Đề cử     |        |
| 2002 | Mnet Music Video Festival    | Best Female Group            | "U"                              | Đoạt giải | [ 34 ] |
| 2005 | Mnet Km Music Video Festival | Mnet Producer's Choice Award | S.E.S.                           | Đoạt giải | [ 35 ] |